# Giovanni Agostino Panteo
Giovanni Agostino Panteo, auch Pantheo, war ein italienischer Alchemist und Geistlicher des 16. Jahrhunderts aus Venedig.
Er veröffentlichte 1519 das Buch Ars transmutationis metallicae, sowohl mit Genehmigung des Papstes als auch des Rats der Zehn in Venedig, und das obwohl der Rat die Alchemie 1488 eigentlich verboten hatte, um Falschmünzerei entgegenzuwirken. 1530 veröffentlichte er Voarchadumia contra alchemiam ars distincta ab Archemia et Sophia, in der er Alchemie von Archimie unterschied. Die Alchemie kann nach ihm keine wirklichen Umwandlungen in Gold erzeugen, im Gegensatz zur Archimie, die er auf den biblischen Tubal zurückführt und  mit der Kabbala verbindet. Die Worterfindung Vorarchadumia ist nach Panteo aus dem Chaldäischen für Gold und dem Hebräischen für zwei Rubine geformt. In dem Buch, das auch Teile seines Buchs von 1519 enthält, erwähnt er auch eine Rezeptur für Spiegelherstellung und bringt neben dem Hebräischen Alphabet noch zwei esoterische Alphabete. Das eine ist aus der Occulta Philosophia (1513) von Heinrich Cornelius Agrippa von Nettesheim (Transitus fluvii), das andere führt er auf Henoch zurück und beeinflusste ein ähnliches Konstrukt von John Dee (ein Exemplar des Buchs von Panteo mit Anmerkungen von Dee von 1559 ist in der British Library).
Beide Texte wurden 1550 zusammen nachgedruckt und auch im Theatrum Chemicum.
Nach Joachim Telle möglicherweise Sohn von Johannes Antonius Panteo von Verona († 1497), der Schriften über Badeorte hinterließ.
Von ihm soll auch ein Werk Institutionen stammen, das vor 1518 entstand und alchemistischen Transmutationen gewidmet ist, aber verschollen ist.